# Valhalla IP
Valhalla IP (volledige naam: Valhalla Idrottsplats) is een voetbalstadion in de Zweedse stad Göteborg. Het stadion werd gebouwd en geopend in 1963 en biedt plaats voor 4.000 toeschouwers, waarvan 700 overdekt en 1.200 zittend.
Sinds 2006 is het stadion de thuishaven van Qviding FIF en de vrouwenvoetbalclub Kopparbergs/Göteborg FC. De voetbalclub Örgryte IS speelde van 2007 tot 2008 in dit stadion, toen ze actief waren in de Superettan.
In het noorden van het stadion is ook een klein atletiekgedeelte aanwezig. Hier is onder andere een atletiekbaan van 317,4 meter aanwezig. Deze werd gebruikt tijdens de Europese kampioenschappen atletiek 2006 voor de warming-up.